# La Femme secrète

La Femme secrète est un film français de Sébastien Grall sorti en 1986.

## Synopsis
Antoine vivait avec ses certitudes sur son métier de pilote d'un sous-marin expérimental, sur ses idées, sur sa femme Hélène qui semblait accepter cette drôle de vie. Un jour, secrètement presque, elle meurt et Antoine part à la recherche de ce qui fut peut-être son secret.

## Fiche technique
- Réalisation : Sébastien Grall
- Scénario : Sébastien Grall et Sylvain Saada
- Dialogues : Sébastien Grall et Paul J. Memmi.
- Musique : Bruno Coulais
- Son : Bernard Aubouy
- Producteurs : Pascal Hommais et Farid Chaouache
- Distributeur : AAA - Acteurs Auteurs Associés
- Genre : drame
- Pays :  France
- Durée : 91 minutes
- Date de sortie en salles : 17 septembre 1986 (France)

## Distribution
- Jacques Bonnaffé : Antoine
- Clémentine Célarié : Camille Alighieri
- Philippe Noiret : Pierre Franchin, le peintre
- Wladimir Yordanoff : Marc Allghieri
- François Berléand : Zaccharia Pasdeloup
- Michel Berto : Torti
- Claire Nebout : Marie, collègue d'Hélène
- Jean-Louis Richard : Stirner, banquier
- Jean-Pierre Sentier : Bourgogne
- Dominique Besnehard : l'homme enrhumé à l'agence
- Hubert Saint-Macary : Eric, voisin d'Antoine
- Pierre Semmler : le barbu au téléphone
- Olivia Brunaux : l'habilleuse
- Dominique Reymond : Christiane, voisine d'Antoine
- Philippe Baronnet